# Lover (album de Taylor Swift)
Pour les articles homonymes, voir Lover.
Ne doit pas être confondu avec Lover (chanson de Taylor Swift).
Albums de Taylor Swift
Reputation
(2017) Folklore
(2020)
Singles
1. Me!
Sortie : 26 avril 2019
2. You Need to Calm Down
Sortie : 14 juin 2019
3. Lover
Sortie : 16 août 2019
4. The Man
Sortie : 27 février 2020
5. Cruel Summer
Sortie : 20 juin 2023

Lover est le septième album studio de l'auteure-compositrice-interprète américaine Taylor Swift. Il est sorti le 23 août 2019 par Republic Records. Il est son premier album à être sorti après son départ de Big Machine Records, qui a donné lieu à un différend très médiatisé. Taylor Swift a enregistré Lover avec les producteurs Jack Antonoff, Joel Little, Louis Bell et Frank Dukes de novembre 2018 à février 2019, après le Reputation Stadium Tour de 2018.
Taylor Swift a conçu Lover comme une « lettre d'amour à l'amour », s'inspirant de sa vie personnelle recalibrée et de sa nouvelle liberté artistique. Comparé aux sons sombres, lourds et influencés par le hip hop de Reputation, le son électro-pop de Lover s'inspire principalement du pop rock et de la synthpop, avec des mélodies caractérisées par des synthétiseurs, des rythmes mid-tempo et des instruments acoustiques. Les chansons intègrent des styles éclectiques allant du country et du folk au funk et à la bubblegum pop. Elles explorent des émotions telles que l’engouement, l’engagement, le désir et le chagrin. Quelques-uns discutent de questions politiques telles que les droits LGBT et le féminisme.
Après avoir évité la presse pour Reputation, Taylor Swift s'est lancé dans une vaste campagne promotionnelle pour Lover à travers des émissions de télévision, des interviews et des couvertures de magazines. La pochette et l'esthétique visuelle de Lover présentent des couleurs pastel vives. Parmi les singles de l'album, Me! avec Brendon Urie de Panic! at the Disco, You Need to Calm Down et Lover figurent dans le top 10 du Billboard Hot 100 américain.
L'album connaît une seconde vie à la faveur du succès de la tournée de Taylor Swift The Eras Tour en 2023-2024. Cruel Summer devient son dixième no 1 en 2023 dans son pays, un tube international et sa chanson la plus écoutée sur Spotify à l'échelle mondiale en 2024. Le troisième single issu de l'album, Lover, est l'une de ses dix chansons les plus écoutées à la même date et dépasse le milliard d'écoutes sur cette plateforme.

## Sortie et promotion

### Distribution

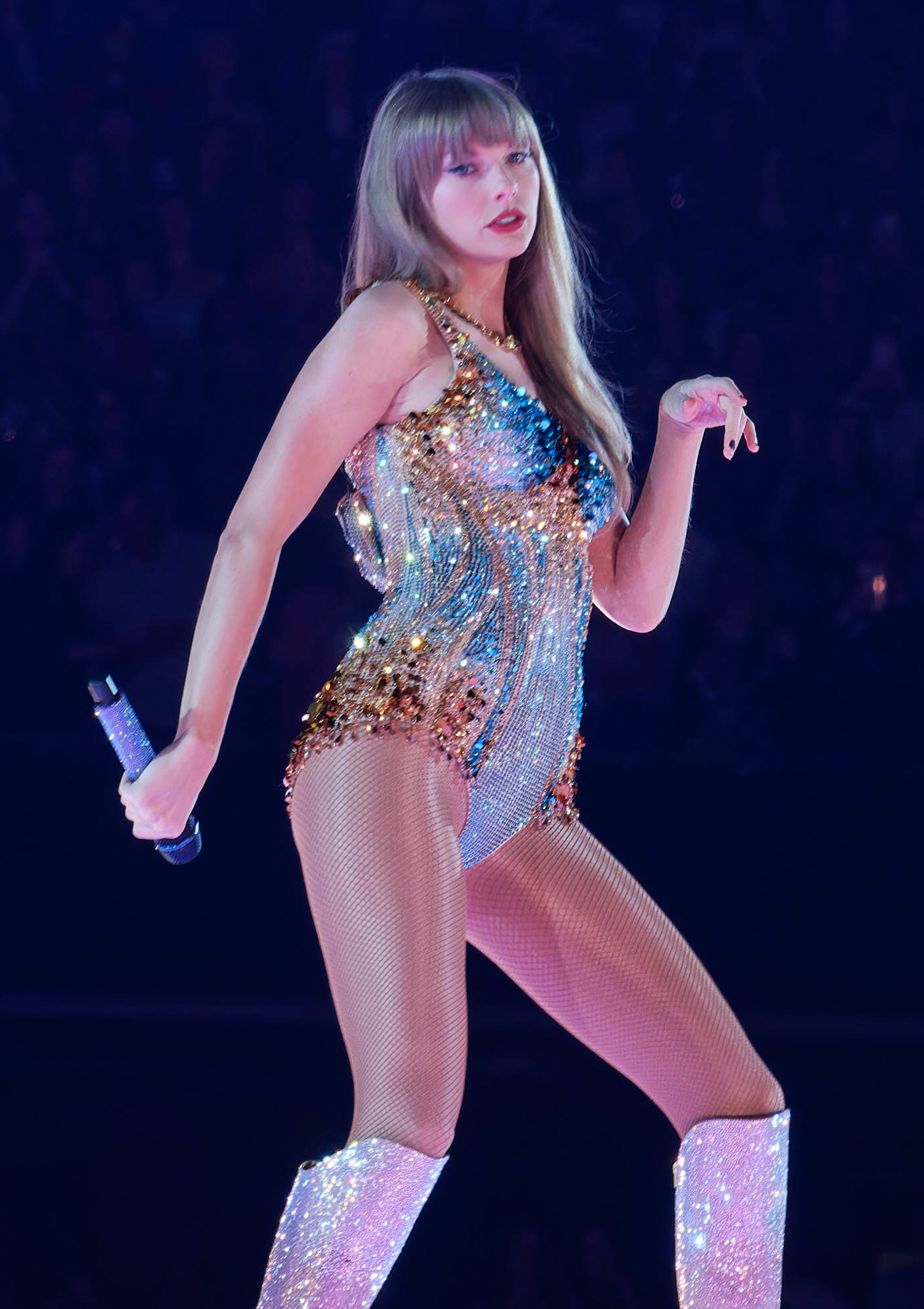
Taylor Swift performant l'acte Lover de sa tournée The Eras Tour le 2 avril 2023 à Arlington.

L'album est sorti le 23 août 2019 par Republic Records, le premier de Swift à sortir sous ce label après son départ de Big Machine Records en novembre 2018. L'album est également le premier à appartenir à Swift elle-même. L'édition standard de l’album a été physiquement diffusée sur CD, cassette, vinyle et sont également disponibles en téléchargement numérique et en streaming. C'est la première fois que Swift publie un album le jour de sa sortie initiale en streaming et la première fois qu'elle vend un album directement sur son site Web pour le téléchargement numérique. L'édition deluxe est disponible en quatre versions, chacune avec un CD, deux notes audio supplémentaires et un journal vierge, avec un contenu supplémentaire différent des anciennes entrées du journal de Swift, des photos et une affiche. L'édition deluxe est distribuée exclusivement par Target aux États-Uniset sur le site officiel de Swift dans le monde entier.

### Promotion
Quelques semaines avant la sortie prévue de l'album, Swift a invité un groupe sélectionné de fans à des soirées d'écoute privées appelées « Secret Sessions », une tradition qui a commencé avec l'album 1989 en 2014. Des sessions secrètes ont eu lieu à Londres, Nashville, et Los Angeles. Des enregistrements audio des sessions secrètes ont été diffusés sur iHeartRadio. Swift s'est associée à Amazon avant la sortie, en présentant des motifs sur le thème de l'album sur certaines de leurs boîtes en carton. Le 20 août, Swift a publié une liste de lecture exclusive sur Spotify, qui révélait progressivement les paroles de l'album. Le lendemain, Swift a lancé une ligne de vêtements et d'accessoires conçus en collaboration avec Stella McCartney. Elle a donné des interviews sur The Ellen Show et The Tonight Show avec Jimmy Fallon, le premier étant le premier talk-show de Swift en trois ans.
La tournée promouvant l'album, le Lover Fest, est annulée en raison de la pandémie de Covid-19. Taylor Swift interpréta l'album durant The Eras Tour.

## Liste des pistes
Liste et crédits adaptée à partir de Apple Music et Tidal.
| Édition standard | Édition standard                                    | Édition standard                                                     | Édition standard                          | Édition standard | Édition standard | Édition standard | Édition standard | Édition standard | Édition standard |
| No               | Titre                                               | Auteur                                                               | Producteur(s)                             | Durée            |                  |                  |                  |                  |                  |
| ---------------- | --------------------------------------------------- | -------------------------------------------------------------------- | ----------------------------------------- | ---------------- | ---------------- | ---------------- | ---------------- | ---------------- | ---------------- |
| 1.               | I Forgot That You Existed                           | - Taylor Swift - Louis Bell - Frank Dukes - Adam Feeney              | - Frank Dukes - Bell - Swift              | 2:51             |                  |                  |                  |                  |                  |
| 2.               | Cruel Summer                                        | - Taylor Swift - Jack Antonoff - Annie Clark                         | - Jack Antonoff - Taylor Swift            | 2:58             |                  |                  |                  |                  |                  |
| 3.               | Lover                                               | Swift                                                                | - Jack Antonoff - Taylor Swift            | 3:41             |                  |                  |                  |                  |                  |
| 4.               | The Man                                             | - Taylor Swift - Joel Little                                         | - Joel Little - Taylor Swift              | 3:10             |                  |                  |                  |                  |                  |
| 5.               | The Archer                                          | - Taylor Swift - Jack Antonoff                                       | - Jack Antonoff - Taylor Swift            | 3:31             |                  |                  |                  |                  |                  |
| 6.               | I Think He Knows                                    | - Taylor Swift - Jack Antonoff                                       | - Jack Antonoff - Taylor Swift            | 2:53             |                  |                  |                  |                  |                  |
| 7.               | Miss Americana & the Heartbreak Prince              | - Taylor Swift - Joel Little                                         | - Joel Little - Taylor Swift              | 3:54             |                  |                  |                  |                  |                  |
| 8.               | Paper Rings                                         | - Taylor Swift - Jack Antonoff                                       | - Jack Antonoff - Taylor Swift            | 3:42             |                  |                  |                  |                  |                  |
| 9.               | Cornelia Street                                     | Taylor Swift                                                         | - Jack Antonoff - Taylor Swift            | 4:47             |                  |                  |                  |                  |                  |
| 10.              | Death by a Thousand Cuts                            | - Taylor Swift - Jack Antonoff                                       | - Jack Antonoff - Taylor Swift            | 3:19             |                  |                  |                  |                  |                  |
| 11.              | London Boy                                          | - Taylor Swift - Jack Antonoff - Cautious Clay - Mark Anthony Spears | - Jack Antonoff - Sounwave - Taylor Swift | 3:10             |                  |                  |                  |                  |                  |
| 12.              | Soon You'll Get Better (featuring Dixie Chicks)     | - Taylor Swift - Jack Antonoff                                       | - Jack Antonoff - Taylor Swift            | 3:22             |                  |                  |                  |                  |                  |
| 13.              | False God                                           | - Taylor Swift - Jack Antonoff                                       | - Jack Antonoff - Taylor Swift            | 3:20             |                  |                  |                  |                  |                  |
| 14.              | You Need to Calm Down                               | - Taylor Swift - Joel Little                                         | - Joel Little - TaylorSwift               | 2:51             |                  |                  |                  |                  |                  |
| 15.              | Afterglow                                           | - Taylor Swift - Louis Bell - Adam Feeney                            | - Frank Dukes - Louis Bell - Taylor Swift | 3:43             |                  |                  |                  |                  |                  |
| 16.              | Me! (featuring Brendon Urie of Panic! at the Disco) | - Taylor Swift - Joel Little - Brendon Urie                          | - Joel Little - Taylor Swift              | 3:13             |                  |                  |                  |                  |                  |
| 17.              | It's Nice to Have a Friend                          | - TaylorSwift - Louis Bell - Adam Feeney                             | - Frank Dukes - Louis Bell - Taylor Swift | 2:30             |                  |                  |                  |                  |                  |
| 18.              | Daylight                                            | Taylor Swift                                                         | - Jack Antonoff - Taylor Swift            | 4:53             |                  |                  |                  |                  |                  |
| 61:48            |                                                     |                                                                      |                                           |                  |                  |                  |                  |                  |                  |

| Target, édition de luxe et pistes bonus japonaises, | Target, édition de luxe et pistes bonus japonaises, | Target, édition de luxe et pistes bonus japonaises, | Target, édition de luxe et pistes bonus japonaises, | Target, édition de luxe et pistes bonus japonaises, | Target, édition de luxe et pistes bonus japonaises, | Target, édition de luxe et pistes bonus japonaises, | Target, édition de luxe et pistes bonus japonaises, | Target, édition de luxe et pistes bonus japonaises, | Target, édition de luxe et pistes bonus japonaises, |
| No                                                  | Titre                                               | Directeur(s)                                        | Durée                                               |                                                     |                                                     |                                                     |                                                     |                                                     |                                                     |
| --------------------------------------------------- | --------------------------------------------------- | --------------------------------------------------- | --------------------------------------------------- | --------------------------------------------------- | --------------------------------------------------- | --------------------------------------------------- | --------------------------------------------------- | --------------------------------------------------- | --------------------------------------------------- |
| 19.                                                 | I Forgot That You Existed (piano/vocal)             |                                                     | 3:30                                                |                                                     |                                                     |                                                     |                                                     |                                                     |                                                     |
| 20.                                                 | Lover (piano/vocal)                                 |                                                     | 5:39                                                |                                                     |                                                     |                                                     |                                                     |                                                     |                                                     |
| 70:50                                               |                                                     |                                                     |                                                     |                                                     |                                                     |                                                     |                                                     |                                                     |                                                     |

| DVD bonus édition spéciale japonaise. | DVD bonus édition spéciale japonaise.                        | DVD bonus édition spéciale japonaise. | DVD bonus édition spéciale japonaise. | DVD bonus édition spéciale japonaise. | DVD bonus édition spéciale japonaise. | DVD bonus édition spéciale japonaise. | DVD bonus édition spéciale japonaise. | DVD bonus édition spéciale japonaise. | DVD bonus édition spéciale japonaise. |
| No                                    | Titre                                                        | Directeur(s)                          | Durée                                 |                                       |                                       |                                       |                                       |                                       |                                       |
| ------------------------------------- | ------------------------------------------------------------ | ------------------------------------- | ------------------------------------- | ------------------------------------- | ------------------------------------- | ------------------------------------- | ------------------------------------- | ------------------------------------- | ------------------------------------- |
| 1.                                    | Me! (music video)                                            | - Dave Meyers - Taylor Swift          | 4:09                                  |                                       |                                       |                                       |                                       |                                       |                                       |
| 2.                                    | Me! (lyric video)                                            | - Jordan Lynn - Taylor Swift          | 3:15                                  |                                       |                                       |                                       |                                       |                                       |                                       |
| 3.                                    | Me! (behind the scenes: The Story of Benjamin Button)        |                                       | 3:09                                  |                                       |                                       |                                       |                                       |                                       |                                       |
| 4.                                    | Me! (behind the scenes: Je Suis Calme)                       |                                       | 3:17                                  |                                       |                                       |                                       |                                       |                                       |                                       |
| 5.                                    | You Need to Calm Down (music video)                          | - Drew Kirsch - Taylor Swift          | 3:31                                  |                                       |                                       |                                       |                                       |                                       |                                       |
| 6.                                    | You Need to Calm Down (lyric video)                          | Cheryl Lee                            | 2:58                                  |                                       |                                       |                                       |                                       |                                       |                                       |
| 7.                                    | You Need to Calm Down (behind the scenes: Pop Queen Pageant) |                                       | 2:55                                  |                                       |                                       |                                       |                                       |                                       |                                       |
| 8.                                    | You Need to Calm Down (behind the scenes: Taylor Park)       |                                       | 2:55                                  |                                       |                                       |                                       |                                       |                                       |                                       |
| 9.                                    | You Need to Calm Down (behind the scenes: Morning Routine)   |                                       | 3:01                                  |                                       |                                       |                                       |                                       |                                       |                                       |
| 29:10                                 |                                                              |                                       |                                       |                                       |                                       |                                       |                                       |                                       |                                       |

## Classements hebdomadaires
| Classement (2019)                  | Meilleure position |
| ---------------------------------- | ------------------ |
| Allemagne (Media Control AG)       | 2                  |
| Australie (ARIA)                   | 1                  |
| Autriche (Ö3 Austria Top 40)       | 2                  |
| Belgique (Flandre Ultratop)        | 1                  |
| Belgique (Wallonie Ultratop)       | 4                  |
| Canada (Canadian Albums Chart)     | 1                  |
| Danemark (Tracklisten)             | 3                  |
| Écosse (OCC)                       | 1                  |
| Espagne (Promusicae)               | 1                  |
| États-Unis (Billboard 200)         | 1                  |
| Finlande (Suomen virallinen lista) | 4                  |
| France (SNEP)                      | 5                  |
| Irlande (IRMA)                     | 1                  |
| Italie (FIMI)                      | 2                  |
| Norvège (VG-lista)                 | 1                  |
| Nouvelle-Zélande (RIANZ)           | 1                  |
| Pays-Bas (Mega Album Top 100)      | 1                  |
| Portugal (AFP)                     | 1                  |
| Royaume-Uni (UK Albums Chart)      | 1                  |
| Suède (Sverigetopplistan)          | 1                  |
| Suisse (Schweizer Hitparade)       | 2                  |

## Certifications
| Pays              | Certification | Unités certifiées |
| ----------------- | ------------- | ----------------- |
| États-Unis (RIAA) | 3 × Platine   | 3 000 000         |
| France (SNEP)     | Platine       | 100 000           |
| Canada            | 7 × Platine   | 560 000           |